# Xã Sand Beach, Michigan
Xã Sand Beach (tiếng Anh: Sand Beach Township) là một xã thuộc quận Huron, tiểu bang Michigan, Hoa Kỳ. Năm 2010, dân số của xã này là 1.221 người.